# Triumph TR5
Triumph TR5 är en sportbil, tillverkad av den brittiska biltillverkaren Triumph mellan augusti 1967 och december 1968.

## TR5
Hösten 1967 fick TR-modellen en sexcylindrig motor. Det var en större version av sexan från 2000-modellen, försedd med bränsleinsprutning. I övrigt var TR5:an identisk med föregångaren. Bilen tillverkades bara ett drygt år innan den ersattes av TR6:an.
Produktionen uppgick till 2 947 exemplar.

## TR250
Den nya motorn var svår att anpassa till de skärpta amerikanska avgasreningskraven. Därför såldes bilen på USA-marknaden som TR250 med en nedtrimmad förgasarmotor.
Produktionen uppgick till 8 480 exemplar, alla för USA-marknaden.

## Motor
| Modell | Motor              | Cylindervolym | Effekt | Bränslesystem                     |
| ------ | ------------------ | ------------- | ------ | --------------------------------- |
| TR5    | 6-cyl radmotor ohv | 2498 cm³      | 150 hk | Lucas bränsleinsprutning          |
| TR250  | 6-cyl radmotor ohv | 2498 cm³      | 104 hk | Dubbla Zenith-Stromberg förgasare |

## Bilder

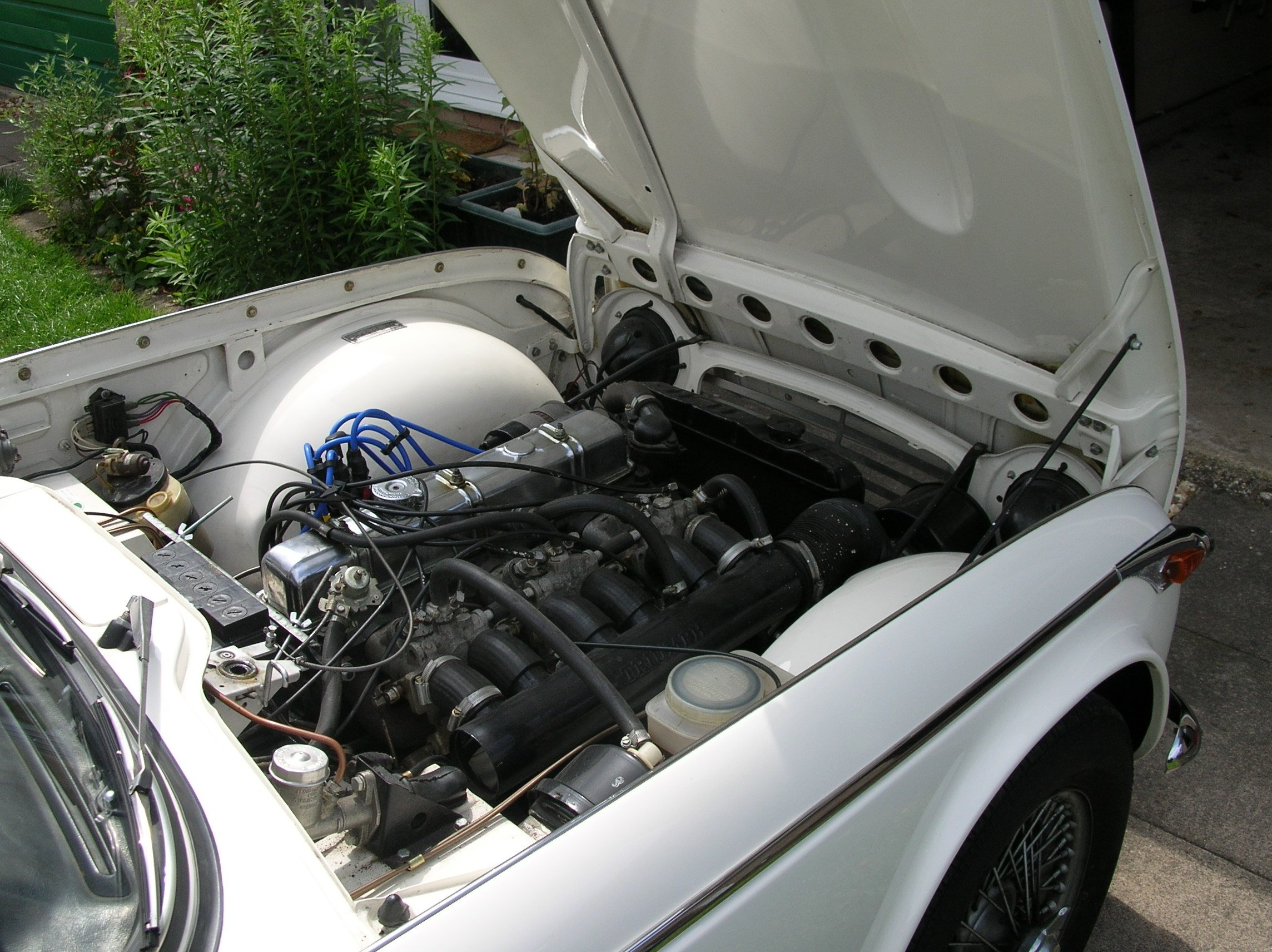
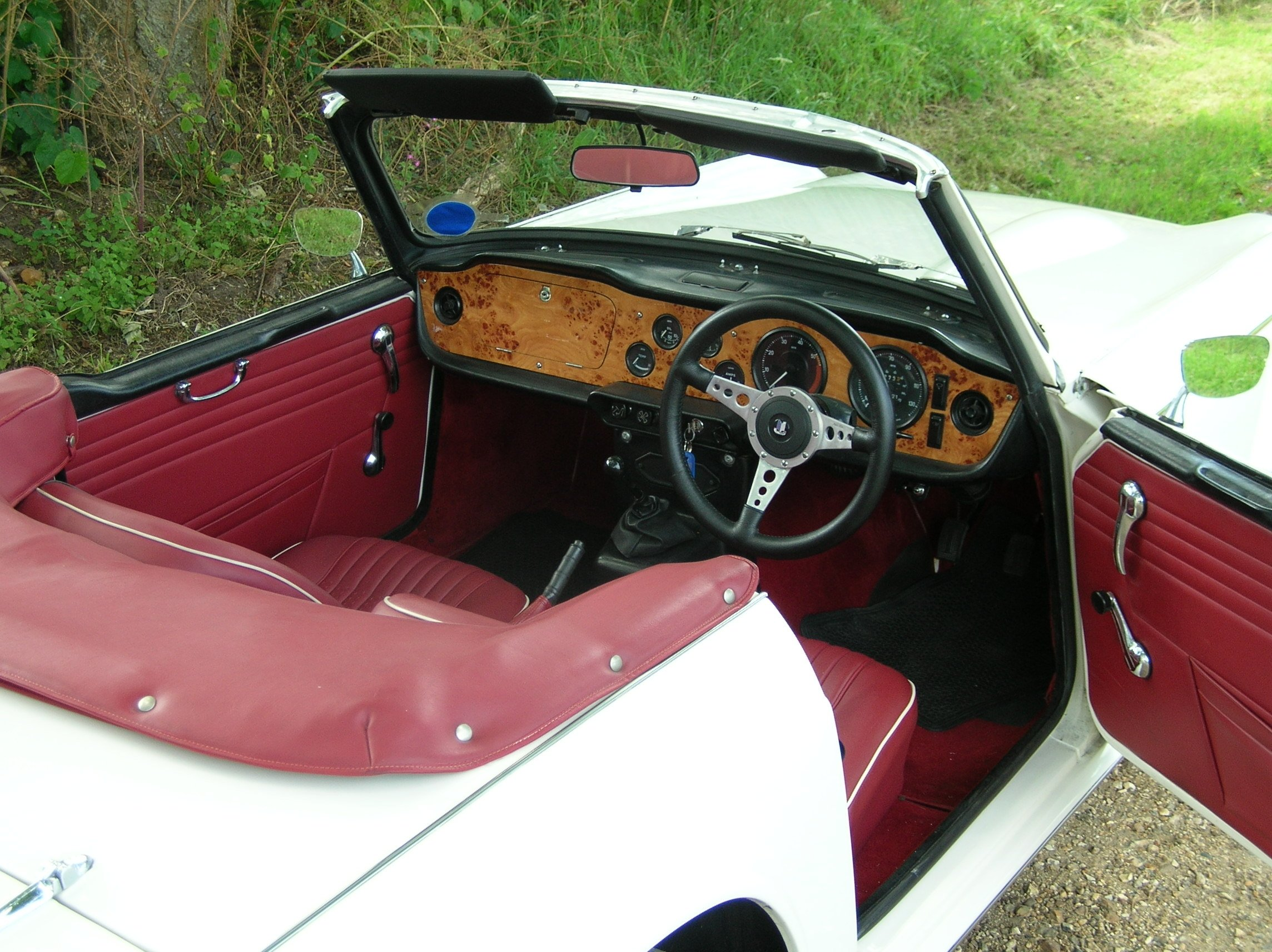
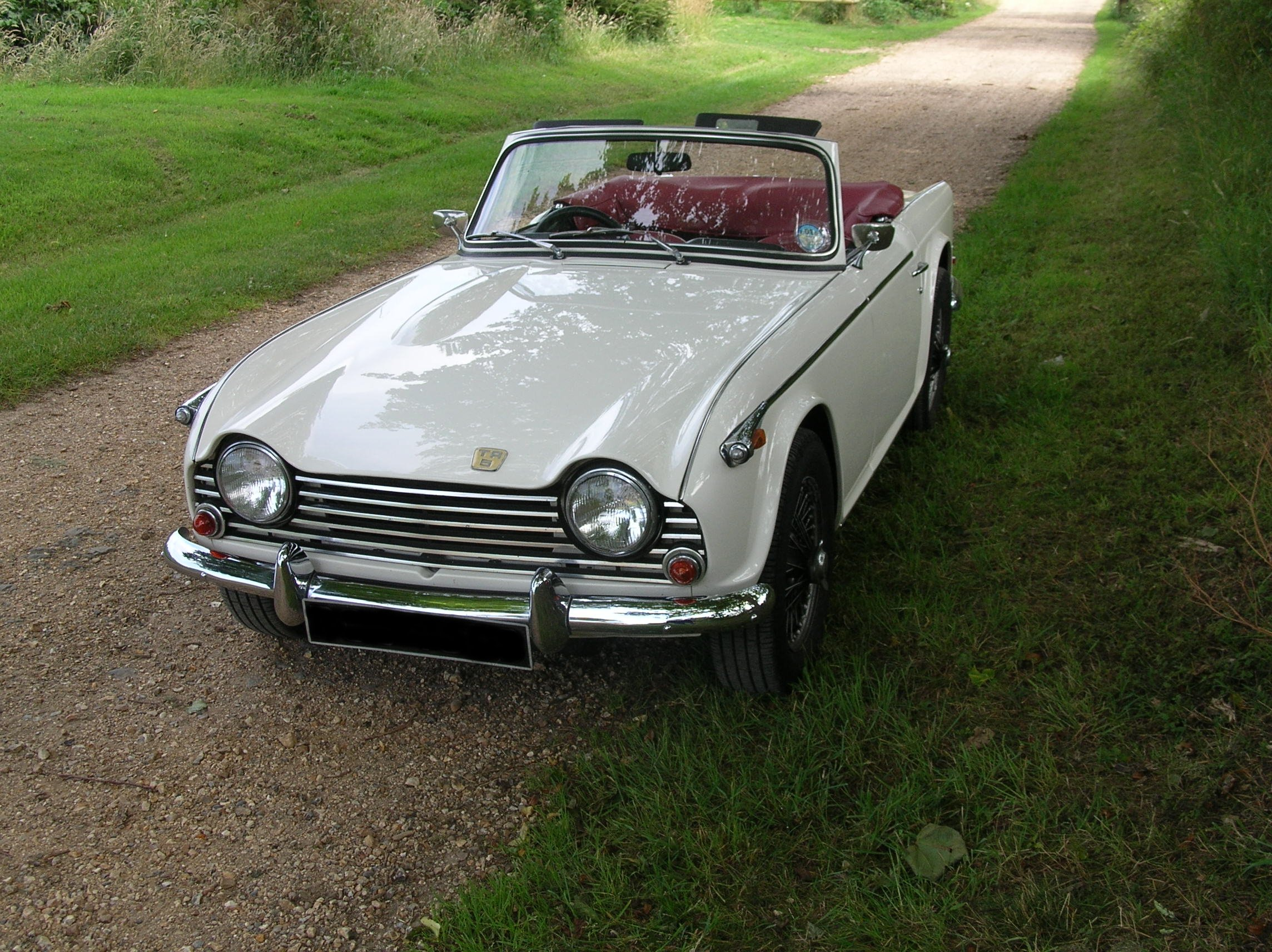
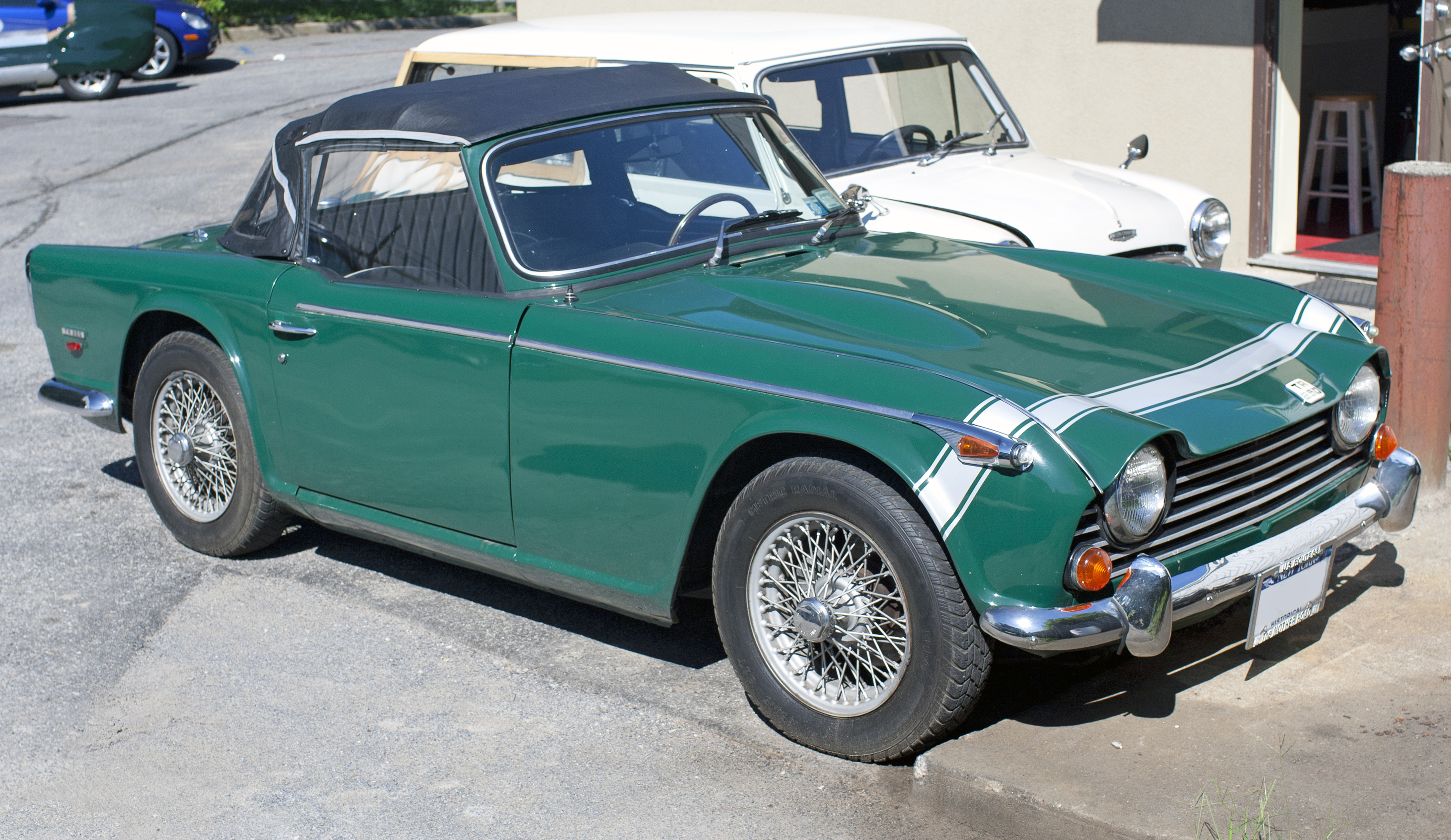
1967 Triumph TR250 (USA)